# TAG Immobilien
Die TAG Immobilien AG (TAG) ist ein im MDAX gelistetes Immobilienunternehmen. Der Fokus liegt auf der Akquisition, der Entwicklung und der Bewirtschaftung von Wohnimmobilien, vor allem im Norden und Osten Deutschlands sowie in Polen.
Die TAG unterhält Niederlassungen in Hamburg (Hauptniederlassung), Berlin, Leipzig, Rostock, Dresden, Düsseldorf, Salzgitter, Chemnitz, Erfurt, Gera und in Polen unter anderem in Warschau. Ende 2024 bewirtschaftete das Unternehmen insgesamt 83.618 Wohneinheiten in Deutschland und 3.219 in Polen. Das Immobilienvolumen betrug 6,5 Milliarden Euro.

## Geschichte
Die Wurzeln der TAG liegen am Tegernsee in Süddeutschland. Im Jahr 1882 wurde in München die Eisenbahn-Actiengesellschaft Schaftlach-Gmund gegründet, die den Betrieb auf der Tegernseebahn genannten Bahnstrecke aufnahm. 1942 wurde der Firmenname in Tegernsee-Bahn Aktiengesellschaft (TAG) geändert. 1983 wurde der Bahnbetrieb auf die neugegründete Tegernsee-Bahn Betriebsgesellschaft mbH (TBG) übertragen. Durch den Verkauf der Tegernsee-Bahn Betriebsgesellschaft Ende 2012 konzentriert sich die TAG nunmehr vollständig auf den Immobiliensektor.
Im November 2012 übernahm die TAG den aus 11.350 Einheiten bestehenden Wohnungsbestand der TLG Wohnen, in der die auf die Treuhandanstalt zurückgehenden Wohnungen des Bundes in Ostdeutschland gebündelt waren.
Am 8. November 2019 gab die TAG die vollständige Übernahme des polnischen Immobilienentwicklers Vantage Development S.A. bekannt, der seinen Schwerpunkt in der Region Breslau mit mehr als 4000 fertiggestellten und 5300 in der Projektierung befindlichen Wohneinheiten hatte. Ende Dezember 2021 folgte der Kaufvertrag für die ROBYG S.A. mit 26.000 fertiggestellten und 23.000 in der Pipeline befindlichen Wohneinheiten. Mittelfristig wird in Polen ein Wohnungsbestand von 20.000 Einheiten angestrebt.

### Geschichte der Tegernsee-Bahn

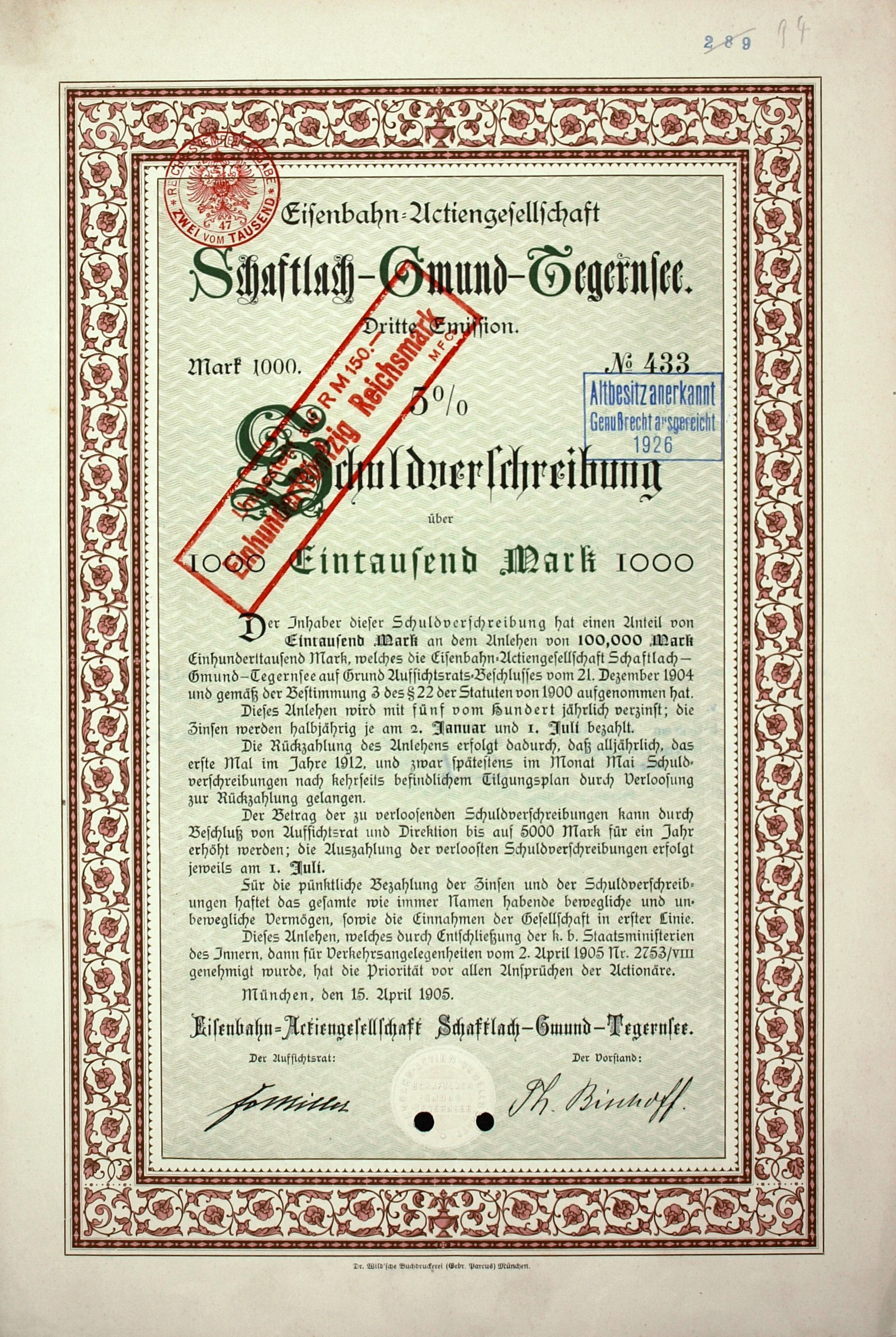
Schuldverschreibung über 1.000 Mark der Eisenbahn-AG Schaftlach-Gmund-Tegernsee vom 15. April 1905

Das Unternehmen ging aus der 1882 zunächst als Eisenbahn-Actiengesellschaft Schaftlach–Gmund gegründeten AG hervor, die die 7,6 km lange Bahnstrecke zwischen diesen Orten errichtete. Maßgeblich beteiligt war Ferdinand von Miller. Ab 1896 wurde die Strecke um 4,8 km bis Tegernsee verlängert. Aus der Eisenbahn-Actiengesellschaft Schaftlach–Gmund wurde um 1902 die Eisenbahn-AG Schaftlach-Gmund-Tegernsee. 1911 verlegte die Firma ihren Sitz von München nach Tegernsee. Am 21. August 1942 erfolgte die Umfirmierung in Tegernsee-Bahn.
Die TAG Immobilien hat die Tegernseebahn am 20. Dezember 2012 für 11 Millionen Euro an die beiden Gemeinden Tegernsee und Gmund (jeweils 45 Prozent der Anteile) sowie an den Landkreis Miesbach (10 Prozent) verkauft. Das Vermögen der Gesellschaft umfasste die Bahnstrecke Schaftlach–Tegernsee mit 12,4 Kilometer Länge und 147.000 m² Fläche, die beiden Bahnhofsgebäude in Gmund und Tegernsee samt Grundstücke von zusammen 35.000 m², zwei unbebaute Seeufergrundstücke mit zusammen 12.000 m² und 2.330 m² mit 33 Wohneinheiten bebauter Grund in 1a-Lage am Tegernsee.

### Vom Bahnbetreiber zum Immobilienkonzern
Die TAG Immobilien AG („TAG AG“) wurde 1882 unter dem Namen Eisenbahn Aktiengesellschaft Schaftlach-Gmund in München gegründet. Das Grundkapital betrug 300.000 Mark, aufgeteilt in 600 auf den Inhaber lautende Aktien zu je 500 Mark. 1942 erfolgte die Umbenennung in Tegernsee-Bahn. Ab 1970 wurde die Aktie an der Bayerischen Börse im Freiverkehr gehandelt. In den 1980er Jahren verlagerte das Unternehmen seinen Fokus schrittweise: 1983 wurde der Bahnbetrieb in eine Tochtergesellschaft ausgegliedert, 1984 die Kraftverkehrsgesellschaft Tegernsee mbH an die Regionalverkehr Oberbayern GmbH verkauft.
Mit der Umfirmierung in TAG Tegernseebahn Immobilien- und Beteiligungs-Aktiengesellschaft im Jahr 1998 und der Verpachtung des Schienenfuhrparks 1999 entwickelte sich das Unternehmen weiter in Richtung Immobilienwirtschaft. Im November 2000 erfolgte der Börsengang im amtlichen Handel in Frankfurt und München, ergänzt durch den Freiverkehr an weiteren deutschen Börsen sowie im XETRA. Es wurden 900.000 Aktien zu einem Nennwert von jeweils einem Euro ausgegeben. 2001 firmierte das Unternehmen in „TAG Tegernsee Immobilien- und Beteiligungs-Aktiengesellschaft“ um, 2002 erhöhte es seine Beteiligung an der Bauverein zu Hamburg AG auf 87,9 Prozent.
2006 verstärkte die TAG ihre Führungsstruktur mit der Berufung von Andreas Ibel und Erhard Flint in den Vorstand, verbunden mit einer Kapitalerhöhung, durch die das Aktienvolumen auf über 32 Millionen Stück anstieg. Die Beteiligung an der Bau-Verein zu Hamburg AG wurde auf 71 Prozent reduziert, um den Streubesitz zu erhöhen. Im selben Jahr erfolgte die Aufnahme in den SDAX. Seit September 2008 firmiert das Unternehmen unter dem Namen „TAG Immobilien AG“.
Zwischen 2010 und 2012 expandierte die TAG durch mehrere strategische Übernahmen. Dazu zählten die vollständige Übernahme des Joint Ventures Larus Asset Management GmbH (2010), der Erwerb der Mehrheit an der Colonia Real Estate AG (2011) sowie der Zuschlag zur Übernahme der DKB Immobilien AG mit über 25.000 Wohnungen im März 2012. Im selben Jahr folgte die Aufnahme in den MDAX sowie die Übernahme der TLG Wohnen mit 11.350 Wohneinheiten. Ende 2012 trennte sich die TAG mit dem Verkauf der Tegernsee-Bahn endgültig von ihrem historischen Ursprung als Bahnbetreiber.
Ab 2014 konzentrierte sich das Unternehmen ausschließlich auf Wohnimmobilien und gab das Geschäft mit Gewerbeimmobilien auf. 2015 wurde die „Growing Cashflow“-Strategie vorgestellt, die auf eine nachhaltige Steigerung des Unternehmenswerts abzielt. Bis 2017 wuchs der Wohnungsbestand auf 83.000 Einheiten. Im darauffolgenden Jahr veröffentlichte die TAG erstmals einen separaten, von der GRI zertifizierten Nachhaltigkeitsbericht.

## Aktionärsstruktur
| Anteil (in Prozent) | Anteilseigner                                                                    |
| ------------------- | -------------------------------------------------------------------------------- |
| 4,9                 | MFS (Massachusetts Financial Services Company), USA                              |
| 5,9                 | BlackRock Inc., USA                                                              |
| 3,4                 | Internationale Kapitalanlagegesellschaft mbH (HSBC, INKA), DE                    |
| 3,3                 | Norges Bank, NOR                                                                 |
| 4,9                 | BayernInvest, gehört zur Bayerischen Landesbank und den Sparkassenverband Bayern |
| 4,7                 | Versorgungsanstalt des Bundes und der Länder (VBL), DE                           |
| 3,3                 | Resolution Capital Limited, AUS                                                  |
| 69,9                | Streubesitz                                                                      |

(Stand: 31. Dezember 2023)

## Beteiligungen
Zur TAG gehören die folgenden Tochterunternehmen zu 100 %:
- Bau-Verein zu Hamburg Immobilien GmbH
- Bau-Verein zu Hamburg Wohnungsgesellschaft mbH
- BV Hamburg Wohnimmobilien
- VFHG Haus- und Grundstücks GmbH & Co. Wohnanlage Friedrichsstadt KG
- VFHG Verwaltungs GmbH
- Wohnanlage Ottobrunn GmbH
- Bau-Verein zu Hamburg Eigenheim-Immobilien GmbH
- Bau-Verein zu Hamburg „Junges Wohnen“ GmbH
- Urania Grundstücksgesellschaft mbH
- BVV Bau-Verein zu Hamburg Fonds Verwaltungsgesellschaft mbH
- TAG Handwerkerservice GmbH
- TAG Steckelhörn Immobilien GmbH
- TAG Brandenburg-Immobilien GmbH
- TAG Gotha Wohnimmobilien GmbH & Co. KG
- TAG Wohnen & Service GmbH
- TAG Immobilien Verwaltung (vormals: TAG Stuttgart-Südtor Verwaltungs GmbH)
- TAG Potsdam-Immobilien GmbH (vormals DKB Immobilien AG)
- TAG Immobilien Wohn-Invest GmbH
- TAG Wohnungsgesellschaft Mecklenburg-Vorpommern mbH
- TAG Wohnungsgesellschaft Sachsen mbH
- TAG Immobilien Service GmbH
- TAG Beteiligungs- und Immobilienverwaltungs GmbH
- Energie Wohnen Service GmbH
- TAG Finance Holding GmbH
- TAG Beteiligungsverwaltungs GmbH
- TAG Nordimmobilien GmbH
- TAG Sachsenimmobilien GmbH
- TAG NRW-Wohnimmobilien & Beteiligungs GmbH
- TAG 1. NRW-Immobilien GmbH
- TAG 2. NRW-Immobilien GmbH
- TAG Leipzig-Immobilien GmbH
- TAG Marzahn-Immobilien GmbH
- TAG SH-Immobilien GmbH
- TAG Magdeburg-Immobilien GmbH
- TAG Grebensteiner-Immobilien GmbH
- TAG Klosterplatz-Immobilien GmbH
- TAG Wolfsburg-Immobilien GmbH
- TAG Chemnitz-Immobilien GmbH
- TAG Spreewald-Immobilien GmbH
- TAG Wohnen GmbH
- TAG Stadthaus am Anger GmbH
- TAG TSA Wohnimmobilien GmbH
- Multimedia Immobilien GmbH
- Zuhause Wohnungsunternehmen GmbH
- Perseus Immobilien Gesellschaft 9 S.à.r.l.

Zur TAG gehören die folgenden Tochterunternehmen mehrheitlich:
- Zweite Immobilienbeteiligungsgesellschaft BVV Bau-Verein zu Hamburg Fonds GmbH & Co. KG (98,1 %)
- TAG Wohnungsgesellschaft Berlin-Brandenburg mbH (94,8 %)
- TAG Bartol Immobilien GmbH (94,8 %)
- TAG Certram Immobilien GmbH (94,8 %)
- TAG Sivaka Immobilien GmbH (94,8 %)
- TAG Zidal Immobilien GmbH (94,8 %)
- TAG Chemnitz Straubehof Immobilien GmbH (94,8 %)
- TAG Chemnitz Muldental Immobilien GmbH (94,8 %)
- TAG Chemnitz Zeisigwald Immobilien GmbH (94,8 %)
- TAG Havel-Wohnimmobilien GmbH (94,8 %)
- TAG Wohnungsgesellschaft Thüringen GmbH & Co. KG (94,0 %)
- TAG Portfolio Thüringen GmbH & Co. KG (94,0 %)
- TAG Wohnungsgesellschaft Gera mbH (94,0 %)
- TAG Wohnungsgesellschaft Gera-Debschwitz mbH (94,0 %)
- TAG Grasmus Immobilien GmbH (84,8 %)
- Emersion Grundstücksverwaltungsgesellschaft mbH (84,8 %)
- Domus Grundstücksverwaltungsgesellschaft mbH (84,8 %)
- TAG Colonia-Immobilien AG (vormals Colonia Real Estate AG) (84,1 %)
- Colonia Wohnen GmbH (84,1 %)
- Colonia Immobilien Verwaltung GmbH (84,1 %)
- Colonia Portfolio Ost GmbH (84,1 %)
- Colonia Portfolio Berlin GmbH (84,1 %)
- Colonia Portfolio Bremen GmbH & Co. KG (84,1 %)
- Colonia Portfolio Hamburg GmbH & Co. KG (84,1 %)
- Colonia Wohnen Siebte GmbH (84,1 %)
- Colonia Portfolio Nauen GmbH Co. KG (84,1 %)
- TAG Wohnimmobilien Halle GmbH & Co. KG (84,1 %)
- FC REF I GmbH (80,0 %)
- FC REF II GmbH (80,0 %)

Weitere Beteiligungen bestehen an:
- Verwaltung GIB Grundbesitz Investitionsgesellschaft Bergedorf mbH i.L. (50,0 %)
- Texas Gewerbeimmobilien S.à.r.l. i.L. (20,0 %)